# Якоби, Дирк
Дирк Якоби (нем. Dirk Jacoby; 21 марта 1962, Камен, Северный Рейн-Вестфалия, ФРГ) — немецкий ватерполист, участник летних Олимпийских игр 1988 года.

## Спортивная биография
В 1988 году на летних Олимпийских играх в Сеуле немецкая сборная с Якоби в составе смогла дойти до решающих матчей заняв в своей группе 1 место, и одержав 5 побед в 5 матчах. Однако в полуфинале олимпийского турнира немцы уступили будущим чемпионам сборной Югославии 10:14, а в матче за бронзовую медаль сборная ФРГ проиграла ещё и сборной СССР 13:14 и заняла 4-е место. Якоби принял участие во всех 7-ми матчах и стал автором одного из забитых мячей в ворота сборной Южной Кореи.
Также в 1986 году Якоби в составе сборной ФРГ принял участие в первых Играх доброй воли. На турнире немецкая сборная была близка к попаданию в тройку призёров, но в итоге заняла 4-е место.